# Gianni Pittella
Giovanni Saverio Furio Pittella dit Gianni Pittella, né le 19 novembre 1958 à Lauria en Basilicate, est un homme politique italien, membre du Parti démocrate.

## Biographie
Fils de Domenico Pittella, ancien sénateur du Parti socialiste italien (PSI) de 1972 à 1983, et frère aîné de Marcello Pittella, président démocrate de la région Basilicate depuis 2013, Gianni Pittella est médecin-chirurgien, diplômé à l'université de Naples - Frédéric-II.
Il est élu successivement conseiller municipal de Lauria en 1979, conseiller régional et assesseur (membre de l'exécutif régional) de Basilicate l'année suivante, il est alors secrétaire régional du Mouvement juvénile socialiste (Movimento Giovanile Socialista), l'organisation de jeunesse du PSI. Lorsque ce dernier parti se disloque en 1994, il rejoint la Fédération travailliste de tendance social-démocrate puis, après sa fusion avec le Parti démocrate de la gauche (PDS, ancien Parti communiste italien devenu post-communiste et socialiste démocratique en 1991) en 1998, les Démocrates de gauche (DS) et la coalition de centre gauche « L'Olivier » de Romano Prodi.
C'est à cette période qu'il est élu à la Chambre des députés italienne en avril 1996, sous les couleurs de L'Olivier, battant au scrutin uninominal de sa ville natale le candidat du Pôle pour les libertés (coalition adverse de centre droit emmenée par Silvio Berlusconi) avec 55,6 % contre 37,3 %.
Il devient ensuite responsable national du parti des Démocrates de gauche pour les Italiens dans le Monde à sa fondation en 1998. Puis, l'année suivante, il abandonne son mandat de parlementaire national lorsqu'il est élu pour la première fois député européen lors des élections de 1999 pour la circonscription d'Italie méridionale. Réélu en 2004 sur la liste Unis dans l'Olivier de l'ancien président du conseil Massimo D'Alema, il est porté en novembre 2006, à l'unanimité, à la présidence de la délégation italienne des Démocrates de gauche au sein du groupe du Parti socialiste européen (PSE) au Parlement européen. Avec l'ensemble des Démocrates de gauche, il participe à la création du nouveau grand parti du centre gauche italien, le Parti démocrate, en 2007.
Renouvelé pour un troisième mandat en 2009 sous les couleurs de ce nouveau parti, toujours dans la circonscription méridionale sur la liste menée par l'ancien démocrate-chrétien Mario Pirillo (it) et après avoir reçu 136 455 votes préférentiels, il devient désormais membre du nouveau groupe parlementaire appelé Alliance progressiste des socialistes et démocrates au Parlement européen (S&D). Il devient également premier vice-président du Parlement européen le 14 juillet 2009, recevant dès le premier tour 360 des 684 suffrages exprimés, soit alors le meilleur score parmi l'ensemble des 14 vice-présidents. Il est reconduit à cette fonction le 18 janvier 2012 avec 319 votes en sa faveur. Membre de la Commission des budgets (BUDG), de celle des Affaires économiques et monétaires (ECON), de la Commission spéciale sur les défis politiques et les ressources budgétaires pour une Union européenne durable après 2013, de la délégation à la commission mixte parlementaire UE-Roumanie et de celle à la commission à la coopération parlementaire UE-Moldavie, il fait également partie du Comité de conciliation entre le Parlement européen et le Conseil de l'Union européenne.
En avril 2013, à la suite de la démission de Pier Luigi Bersani, il est le premier à se porter candidat à l'élection primaire du 8 décembre suivant qui doit désigner le nouveau secrétaire national et dirigeant du Parti démocrate. Soutenu par l'ancien syndicaliste et vétéran du Parti socialiste italien Giorgio Benvenuto, par l'ancienne présidente de la région Piémont Mercedes Bresso et par le député européen l ne reçoit finalement que 17 117 voix et 5,8 % des suffrages des militants lors du congrès préparant cette primaire en novembre 2013, arrivant en dernière position parmi quatre candidats, ce qui l'empêche de participer à la compétition électorale de décembre. Le 23 novembre, il annonce son soutien au favori, le jeune maire de Florence Matteo Renzi, qui l'emporte largement.
Il est réélu en 2004 et 2009, il est le 1er vice-président du Parlement de 2009 à 2014. Le 25 mai 2014, il est réélu député européen pour l'Italie et devient le président du groupe des socialistes et des démocrates (S&D) européens le 2 juillet suivant.
D'après Mediapart, il est « considéré par beaucoup comme un homme de paille au service de Schulz, sans charisme ».
En janvier 2017, il se porte candidat à la présidence du Parlement européen au nom du groupe S&D.
Élu en mars 2018 au Sénat italien, il démissionne du Parlement européen et quitte la présidence du groupe S&D pour se consacrer à son mandat nouvellement obtenu. Il est remplacé au Parlement européen par Giuseppe Ferrandino.

## Distinctions
- Le 17 mars 2017, il est fait citoyen d'honneur de la ville d'Athènes[12]